# Pavol Masaryk
Pavol Masaryk (Radimov, 11 februari 1980) is een Slowaaks betaald voetballer die bij voorkeur in de aanval speelt als centrumspits. Hij staat sinds de zomer van 2012 onder contract bij FK Senica. Masaryk was tweemaal topscorer van de hoogste divisie in Slowakije, de Corgoň Liga.

## Erelijst
ŠK Slovan Bratislava
- Slowaaks landskampioen

2009
- Topscorer Corgoň Liga

2009 (15 goals)
 MFK Ružomberok
- Topscorer Corgoň Liga

2012 (18 goals)